# Maignaut-Tauzia
Maignaut-Tauzia è un comune francese di 225 abitanti situato nel dipartimento del Gers nella regione dell'Occitania.

## Società

### Evoluzione demografica
Abitanti censiti